# Муталов, Гайнетдин Хайретдинович
Гайнетдин Хайретдинович Муталов (баш. Ғәйнетдин Хәйретдин улы Моталов; 18 декабря 1929 года, д. Янтышево Зилаирского кантона БАССР — 21 июня 2011 года, г. Уфа) — дирижёр, заслуженный деятель искусств РСФСР (1980) и заслуженный деятель искусств Башкирской АССР (1963), народный артист Башкирской АССР (1969).

## Биография
Муталов Гайнетдин Хайретдинович родился в деревне Янтышево Зилаирского кантона БАССР (ныне — Хайбуллинский район Башкортостана) 18 декабря 1929 года. Отец в 1927 году был раскулачен и сослан в поселение, мать с четырьмя детьми сослана в Иркутскую область, город Черемхово. В 1937 году отец приехал за семьей и увёз в Башкирию, в посёлок Бурибай Хайбуллинского района.
После 8 класса школы в 1945 году уехал учиться в Свердловское музыкальное училище— в класс трубы, затем в класс флейты (педагог — профессор Уральской консерватории Николай Романович Бакалейников). Не окончив училище, уехал в Уфу, где был принят во второй класс Уфимской школы музыкантских 
воспитанников Советской Армии. Одновременно поступил в школу рабочей молодёжи в девятый класс. За полтора года он окончил второй и третий музыкантские классы и девятый-десятый общеобразовательные.
В 1952 году Гайнетдин Хайретдинович окончил Московский институт военных дирижёров (класс Г. А. Столярова). После окончания института 2 года преподавал в Уфимской школе музыкантских воспитанников Вооружённых сил СССР.
Место работы: c 1954 по 1989 годы и в 1993 году — дирижёр, с 1973 по 1980 годы — главный дирижёр Башкирского государственного театра оперы и балета. С 1970 по 2003 годы преподавал в Уфимском государственном институте искусств (ныне — УГАИ имени З.Исмагилова) на кафедре оперной подготовки.
В репертуаре Муталова Гайнетдина Хайретдиновича было около 80 спектаклей, включая оперы «Богема», «Чио-Чио-сан» Дж. Пуччини, «Сказка о царе Салтане» Н. А. Римского-Корсакова, «Молодая гвардия» Ю. С. Мейтуса; балеты «Жизель» А. Адана, «Дон Кихот» Л. Минкуса, «Голубой Дунай» И. Штрауса, «Барышня и хулиган» Д. Д. Шостаковича и др. Только балетом — «Голубой Дунай» на музыку Иоганна Штрауса он дирижировал 301 раз.
Г. Х. Муталов дирижировал первыми постановками опер башкирских композиторов: «Салават Юлаев», «Волны Агидели», музыкальной комедии «Кодаса» З. Исмагилова, опер «Буря» Р. Муртазина, «Соотечественники» (2-я редакция) Х. Ахметова, оперетты «Когда приходит любовь» Ш. З. Кульборисова, балетов «В ночь лунного затмения», «Черноликие» Х. Ш. Заимова и А. Г. Чугаева, «Журавлиная песнь» (3-я редакция) Л. Степанова — З. Исмагилова.
Г. Х. Муталов выступал с Симфоническим оркестром Союза ССР, был Дипломантом Республиканского конкурса премьерных спектаклей Всероссийского смотра спектаклей драматических, музыкальных и детских театров, Фестиваля спектаклей музыкальных театров, посвященного 100-летию со дня рождения В. И. Ленина.
Семья: жёны: 1-я — Валида, 2-я — Инна Евгеньевна Русакова, выпускница Уральской консерватории, двое детей, пять внуков.
Друзья: имел дружбу с известным Народным художником СССР Лутфуллиным Ахматом Фаткулловичем, в 1960 году была написана знаменитая картина «Портрет дирижёра Г. Муталова», которая стала одной из значимых произведений 1960 года.

## Награды
- Орден Трудового Красного Знамени (1955).
- Орден «Знак Почёта» (1967).
- Заслуженный деятель искусств РСФСР (1980).
- Народный артист Башкирской АССР (1969).
- Заслуженный деятель искусств Башкирской АССР (1963).